# Ральф Бакши
Ральф Бакши (англ. Ralph Bakshi; нар. 29 жовтня 1938 у Хайфі) — американський режисер анімаційних та живих фільмів, один із піонерів дорослої анімації. Між 1972 та 1992 роками він зняв дев'ять художніх фільмів, до п'яти з них написав сценарій. Брав участь у багатьох телевізійних проєктах як режисер, сценарист, продюсер та аніматор.
Походить із кримчацької родини. Народився 29 жовтня 1938 року в Хайфі, Палестина, в сім'ї кримчаків. У 1939 році його сім'я переїхала до Сполучених Штатів, і він виріс у районі Браунсвіль у Брукліні. Сім'я жила в дешевій квартирі, де Бакші захопився міським середовищем. У дитинстві йому подобалися комікси, і він часто копався в сміттєвих баках, щоб знайти їх.
Починав кар'єру як цел-полірувальник на студії Terrytoons, де згодом піднявся до посади режисера. 1967 року він перейшов на анімаційний відділ Paramount Pictures, а наступного року заснував власну студію Bakshi Productions. Його режисерським дебютом став анімаційний фільм Пригоди кота Фріца (1972). Це був перший анімаційний фільм, що отримав класифікацію X (фільм для дорослих) від Американської асоціації кінокомпаній, а також найуспішніший незалежний анімаційний фільм усіх часів.
Протягом наступних одинадцяти років Бакши зняв ще сім анімаційних фільмів. Найвідомішими є Wizards (Чародії, 1977), The Lord of the Rings (Володар перснів, 1978), American Pop (1981),  Hey Good Lookin' (1982) та Fire and Ice (1983). 1987 року Бакши повернувся до телевізійної роботи, створивши мультсеріял Mighty Mouse: The New Adventures. Після дев'ятирічної перерви в роботі над художніми фільмами Бакши зняв стрічку Cool World (1992), яку було суттєво переписано протягом зйомок і яка отримала низькі оцінки критиків. Бакши повернувся на телебачення з фільмом Cool and the Crazy (1994) та антологією Spicy City (1997).
2003 року він заснував Школу анімації та мультиплікаторства Бакши. В 2000-их він зосередився здебільшого на живописі. Здобув кілька нагород за свої роботи, зокрема Золотий грифон 1980 за «Володаря перснів» та Кінофестивалі в Джиффоні, премію Енні 1988 «за видатний внесок у мистецтво анімації», а також Maverick Tribute Award 2003 на кінофестивалі Сінквест.